# پوتون، کبک
پوتون (به فرانسوی: Potton) بخشی در منطقه شهری مامفرماگوگ ناحیه استری در استان کبک کانادا است. در سرشماری سال ۲۰۱۱ این بخش ۱٬۷۸۶ نفر جمعیت داشته‌است و مساحت آن ۲۶۴٫۱ کیلومتر مربع است.